# Birgül Güler
Birgül Güler (ur. 2 maja 1990 w Bursie) – turecka siatkarka, reprezentantka kraju, grająca na pozycji przyjmującej. Od sezonu 2018/2019 występuje w drużynie Çanakkale Belediyespor Kulübü.

## Sukcesy klubowe
Puchar Challenge:
- 2015

## Sukcesy reprezentacyjne
Liga Europejska:
- 2015